# Christophe Dettinger
Christophe Dettinger, dit « le Gitan de Massy » ou « le Boxeur du Peuple », né le 3 mai 1981, est un boxeur professionnel français. Champion de France poids lourds-légers en 2007 et 2008, il met fin à sa carrière en 2013.
En 2019, il est condamné pour avoir frappé deux gendarmes mobiles après des affrontements à Paris dans le cadre du mouvement des Gilets jaunes.

## Biographie

### Situation personnelle
Christophe Dettinger, né dans une famille yéniche, est fonctionnaire territorial chargé de la voirie et de la propreté à Arpajon, dans le département de l'Essonne, et père de trois enfants.
Sur son compte Facebook, il fait part de son intérêt pour le mouvement des Gilets jaunes.

### Carrière de boxeur

#### Débuts
Christophe Dettinger débute la boxe à quinze ans au club de Sainte-Geneviève-des-Bois. En 1999, il obtient la médaille de bronze des poids mi-lourds aux championnats d'Europe juniors. En mars 2003, il devient champion de France seniors des moins de 91 kg. En 2004, il boxe en équipe de France. En octobre de la même année, il devient professionnel.

#### Champion de France
Licencié au Ring de Massy et entraîné par Jacky Trompesauce, Dettinger devient champion de France des poids lourds-légers le 30 octobre 2007 après sa victoire aux points face à Kamel Amrane.
Il conserve sa ceinture, de nouveau aux points, le 8 mars 2008 aux dépens de Mérick Roberge mais perd le combat revanche par arrêt de l'arbitre au 9e round le 3 mai suivant à Gravelines.
En 2012, Christophe Dettinger intègre la Team de Boxe de Levallois-Perret ; son nouvel entraîneur est Laurent Boucher-Coniquet.

#### Fin de carrière
En avril 2013, il est challenger pour le titre de champion de France face à Jérémy Ouanna. Le 6 décembre 2013, il est battu par arrêt de l'arbitre dans la 2e reprise par Jean-Marc Monrose.
Après 23 combats, pour 18 victoires, quatre défaites et un nul, il met fin à sa carrière en 2013.

## Médiatisation

### Violences lors de la manifestation du 5 janvier
Des vidéos prises pendant la manifestation des Gilets jaunes du 5 janvier 2019 à Paris montrent Christophe Dettinger sur la passerelle Léopold-Sédar-Senghor repoussant un groupe de gendarmes, boxant avec des gants en cuir un gendarme mobile muni d'un casque et d'un bouclier, et donnant des coups de pied à un autre gendarme à terre,,,. Christophe Dettinger explique avoir défendu une femme frappée à terre à coup de pied et de matraque par un gendarme, version confirmée par la victime qui affirme qu'il lui a « sauvé la vie ». Une autre témoin allègue que Christophe Dettinger et d'autres personnes l'ont protégée des forces de l'ordre.
Les deux gendarmes portent plainte et se voient prescrire respectivement deux jours et quinze jours d'ITT. La Fédération française de boxe et la Ligue nationale professionnelle de boxe dénoncent un « comportement inacceptable et honteux » de la part du boxeur,.

### Suites judiciaires
Le 7 janvier, après s’être rendu de lui-même à la police, Christophe Dettinger est placé en garde à vue. Il avait jusqu'ici un casier judiciaire vierge. Dans une vidéo publiée le même jour sur YouTube, il dit regretter son comportement et décrit un accès de colère après avoir « vu des gendarmes matraquer un jeune homme et une femme au sol ». Dans l'attente de son procès en comparution immédiate, Christophe Dettinger est placé en détention provisoire. Fin janvier, une demande de remise en liberté est rejetée par la cour d’appel de Paris, le ministère public invoquant la « personnalité extrêmement inquiétante et dangereuse » d'un individu « parfaitement impulsif et totalement déterminé à commettre des actes violents ». Christophe Dettinger comparait le 13 février et déclare lors de son procès : « J’ai voulu empêcher une injustice, j’en ai commis une autre ». Le 13 février 2019, le tribunal correctionnel de Paris le condamne à 30 mois de prison : 12 mois de prison ferme, suivis de 18 mois avec sursis et mise à l'épreuve. Il a interdiction de séjourner à Paris pendant six mois et doit indemniser ses deux victimes de 2 000 et 3 000 euros. Son régime de semi-liberté lui impose de passer ses nuits en prison mais le laisse libre la journée, pour lui permettre de conserver une vie professionnelle et familiale. Sa femme annonce la fin de ce régime et la pleine liberté pour Christophe Dettinger le 23 août 2019 en raison de son respect de ses obligations[réf. nécessaire].
Le 8 janvier 2020, Christophe Dettinger est placé en garde à vue après une plainte de sa femme pour violences conjugales. Cette dernière retire sa plainte le lendemain, affirmant sur son compte Facebook : « Non, mon mari ne m'a jamais frappée ! ».

### Cagnottes
Des Gilets jaunes lancent une cagnotte en soutien à leur « boxeur national » ; la cagnotte, qui atteint 117 000 euros avec 7 500 contributeurs le 8 janvier, est clôturée par la plateforme Leetchi devant la polémique qui s'ensuit, en raison notamment des critiques de plusieurs membres du gouvernement et de syndicats de police. Le leader insoumis Jean-Luc Mélenchon a critiqué cette décision "Le but de ceux qui veulent interdire cette collecte est de détruire la famille aussi. Honte à eux."
De plus, Leetchi décide également de geler la cagnotte et d'attribuer les fonds aux seuls frais d'avocats de Christophe Dettinger, alors que la description de la cagnotte spécifiait qu'elle reviendrait à l'intéressé et à sa famille.
En réaction, une autre cagnotte est lancée pour soutenir les forces de l'ordre. Lancée par Renaud Muselier, président LR du conseil régional de Provence-Alpes-Côte d'Azur début janvier 2019, elle réunit mi-février 1,4 million d'euros et est remise en présence du ministre de l'Intérieur Christophe Castaner. Un million d'euros est versé aux membres des forces de l'ordre blessés lors des manifestations des gilets jaunes.
Le 18 mars 2019, s'estimant lésée par Leetchi, l'épouse de Christophe Dettinger assigne la plateforme en justice pour obtenir le versement de plus de deux millions d'euros d'indemnisation au titre de « la perte de chance » que constitue selon elle la fermeture anticipée de la cagnotte, 43 jours avant l'échéance prévue.
La plateforme ayant fourni à la police judiciaire — après réquisition du parquet — le fichier regroupant le nom des quelque 8 000 personnes ayant participé à la cagnotte, certains des donateurs sont convoqués et entendus par les enquêteurs en juin 2019.
Le 6 janvier 2021, le tribunal judiciaire de Paris ordonne la restitution de l'argent de cette cagnotte aux donateurs et déclare nulle la demande de deux millions de dommages et intérêts,. Cette décision est confirmée en appel en septembre.
En réaction, le 15 septembre 2023, une nouvelle cagnotte est lancée pour Christophe Dettinger, l'ex-boxeur gilet jaune, par son avocat.

### Propos d'Emmanuel Macron
Dans un entretien publié par Le Point le 1er février 2019, le président Emmanuel Macron estime que Christophe Dettinger a été aidé par des personnes restées dans l'ombre : « Le boxeur, la vidéo qu'il fait avant de se rendre, il a été briefé par un avocat d'extrême gauche. Ça se voit ! Le type, il n'a pas les mots d'un Gitan. Il n'a pas les mots d'un boxeur gitan,. » Pour l'avocate du boxeur, cette déclaration est « une atteinte indiscutable au principe de séparation des pouvoirs » ; elle dénonce « une volonté politique de faire pression sur les magistrats qui pose problème » doublée d'une discrimination en raison des origines du prévenu.

### Intox médiatique sur des «gants plombés» émanant d'une «source policière»
Le 7 janvier, au moment où Christophe Dettinger se rend à la police, plusieurs médias dont les chaînes publiques France 2, France Inter, FranceInfoTV et France Bleu, affirment que Christophe Dettinger aurait été armé de gants « plombés », « coqués », « lestés » ou « renforcés » lorsqu'il a porté les coups aux gendarmes, soit une circonstance aggravante qui prouverait une « préméditation », en citant pour certains une « source policière ». Cette information est largement reprise par les médias et sur les réseaux sociaux, et est relayée par plusieurs représentants de syndicats de police : le Syndicat des cadres de la sécurité intérieure et SGP Police.
Or il avait été fait état, dès la veille, grâce au PV de la perquisition du véhicule de Christophe Dettinger, qu'il ne s'agissait pas de gants renforcés. Aucun correctif n'a été publié par les médias concernés. Le service CheckNews de Libération s'interroge sur une « tentative de manipulation » et « d'enfumage » de la part de la police, en pleine « guerre de communication avec les gilets jaunes » et pour « contrebalancer le récit héroïque qui émerge alors » d'un « homme qui a fait reculer à mains nues un cordon de gendarmes ».

### Analyses

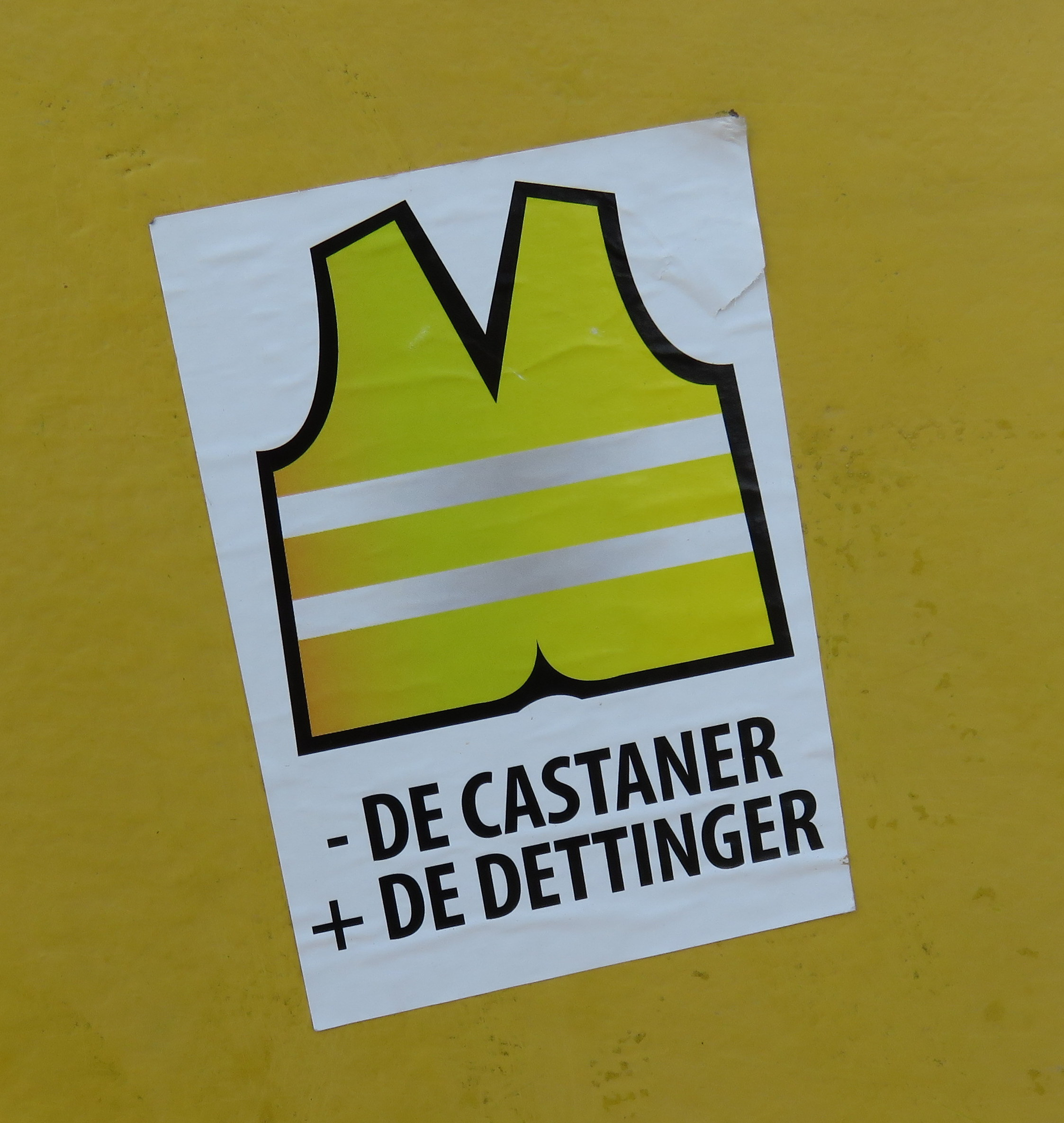
Autocollant avec la mention « - de Castaner + de Dettinger » (mars 2019).

Christophe Dettinger devient une icône de la mobilisation des Gilets jaunes,,. Le slogan « Benalla en prison, Dettinger libéré » est régulièrement scandé par les manifestants. Il devient un symbole de « la rébellion contre les violences policières » et « de la lutte des « petites gens » contre l'élite représentée, selon eux, par Emmanuel Macron ». Selon les sociologues Claire Cossée et Gaëlla Loiseau, les éléments de langage d'Emmanuel Macron expriment un « mépris de classe », un « racisme cumulé à la domination de classe » mêlé à l'antitziganisme, pour susciter « le discrédit d’un de ceux qui sont devenus symboliquement une forme d’icône de ces mobilisations ». Interviewé par Denis Robert, le journaliste Antoine Peillon, auteur d'un livre sur l'événement, dénonce également  sur Le Média, la perquisition excessivement brutale effectuée au domicile du boxeur.

## Opposition au Rassemblement national et soutien au Nouveau Front populaire en 2024
À l'avant-veille du premier tour des élections législatives anticipées des 30 juin et 7 juillet 2024, Christophe Dettinger publie une vidéo dans laquelle il déclare : « Ne donnez pas votre vote au Rassemblement national. Je soutiens le programme du Nouveau Front populaire et ne voterai pas pour le Rassemblement national. ».